# Mexico
 For alternative betydninger, se Mexico (flertydig). (Se også artikler, som begynder med Mexico)
Mexico (spansk: México; nahuatl: Mēxihco), officielt De Forenede Mexicanske Stater (spansk: Estados Unidos Mexicanos, EUM), er et land i det sydlige Nordamerika. Det grænser op til USA mod nord, Stillehavet mod syd og vest, Guatemala, Belize og Det Caribiske Hav mod sydøst, og Den Mexicanske Golf mod øst. Mexico er med sine knap 2.000.000 km2 det femtestørste land i Amerika og det 13. største land i verden. Med et indbyggertal på ca. 126 millioner er Mexico det tiende folkerigeste land i verden og det næstfolkerigeste land i Latinamerika. Det er desuden det største spansktalende land i verden. Mexico er en forbundsstat bestående af 31 delstater og et føderalt territorium. Sidstnævnte udgøres af landets hovedstad og største by, Mexico By. Af andre vigtige byer bør Guadalajara, León, Monterrey, Puebla, Toluca og Tijuana nævnes.
Mexico regnes for en af civilisationens seks vugger. Området har været beboet siden 8000 f.Kr. og var i præcolumbiansk tid hjemsted for mange højtudviklede mesoamerikanske samfund, bl.a. olmekerne, toltekerne, Teotihuacán, zapotekerne, mayaerne og aztekerne. I 1521 erobrede og koloniserede spanierne det nuværende Mexico fra deres magtfulde base i byen Tenochtitlán. Mexico var i de næste tre århundreder underlagt Vicekongedømmet Ny Spanien. Den romersk-katolske kirke spillede en afgørende politisk rolle i kolonitiden, hvor millioner af mennesker konverterede til kristendommen, selvom Karl 3. forviste jesuitterne i 1770'erne. I 1821 rev Mexico sig løs i forbindelse med Mexicos uafhængighedskrig. Tiden umiddelbart efter uafhængigheden var præget af økonomisk ulighed og politisk uro. Under den mexicansk-amerikanske krig (1846-48) mistede Mexico store dele af sit nordlige territorium til USA. Det 19. århundrede var præget af to krige mod Frankrig, en borgerkrig, to kejserriger og et diktatur. Diktaturet blev væltet under den mexicanske revolution i 1910, der førte til vedtagelsen af en demokratisk forfatning i 1917. Senere vendte diktaturet tilbage med oprettelsen af en autoritær etpartistat. Dette såkaldt "perfekte diktatur" sad på magten en stor del af det 20. århundrede, indtil det omsider lykkedes oppositionen at gennemtvinge en demokratiseringsproces i 1990'erne.
Mexico er verdens 15. største økonomi (2019). Landet er økonomisk set stærkt knyttet til de andre NAFTA-lande, primært USA. I 1994 blev Mexico som det første land i Latinamerika optaget i OECD. Mexico regnes for et såkaldt øvre middelindkomstland såvel som et NIC-land. Det kan med stor sandsynlig blive verdens femte eller syvende største økonomi i 2050. Mexico er en latinamerikansk regionalmagt og en international mellemmagt, og ifølge flere analytikere en potentiel stormagt. På grund af landets rige kulturhistorie, er Mexico det land i Amerika, som har flest lokaliteter optaget på UNESCOs Verdensarvsliste. På verdensplan ligger det på en syvendeplads. Mexico er et af kun 17 lande, der har en ekstremt høj grad af naturlig biodiversitet. I 2018 var det med ca. 39 millioner internationale gæster det ottende mest besøgte land i verden. Mexico er bl.a. medlem af FN, WTO, G8+5, G20 og Stillehavsalliancen. 

## Historie
Uddybende artikel Mexicos historie
Mexico var hjemsted for flere avancerede indianske civilisationer som mayaerne og aztekerne. Spaniernes ankomst i det tidlige 16. århundrede og deres sejr over aztekerne i 1521 var begyndelsen til Mexicos kolonitid. Et ønske om uafhængighed fra Spanien førte til en lang krig, der endte med uafhængighed i 1821. Efter uafhængigheden blev territoriet langsomt mindre. Landområder i det nordlige Mexico tabtes eller solgtes til USA (se den mexicansk-amerikanske krig). I 1860'erne led landet under Frankrigs besættelse. Den blev nedkæmpet af den mexicanske patriot Benito Juárez.
Porfirio Diaz' lange diktatur førte til den mexicanske revolution i 1910. Revolutionære styrker besejrede den føderale hær, men på grund af interne stridigheder var landet i konflikt i yderligere to årtier. Fra slutningen af revolutionen til udgangen af det 20. århundrede kontrollerede P.R.I. (Det Institutionelle Revolutionære Parti) landet

## Politik
Uddybende artikel Mexicos politik
Forfatningen fra 1917 beskriver en føderal republik regeret af tre uafhængige dele: den udøvende, lovgivende og dømmende. Historisk er den udøvende del den dominerende, med beføjelser tildelt præsidentembedet, der bekendtgør og udfører lovene vedtaget af parlamentet, Unionskongressen eller Congreso de la Unión.
Siden 1997 har parlamentet spillet en stigende rolle, da oppositionspartierne for første gang fik mange stemmer. Præsidenten lovgiver også efter beføjelse inden for visse økonomiske og finansielle områder med magt uddelegeret fra kongressen. Præsidenten vælges ved flertalsafstemning blandt den voksne befolkning i en seksårig periode og kan ikke genvælges. Der er ingen vicepræsident; hvis præsidenten afsættes eller afgår ved døden, vælger kongressen en provisorisk præsident.
Unionskongressen består af to kamre: senatet (Cámara de Senadores) og de deputeredes kammer (Cámara de Diputados). Fortløbende genvalg er på nuværende tidspunkt ikke tilladt, men politikerne valgt til Unionskongressen i 2018 bliver de første med mulighed for fremtidigt genvalg. Senatorer vælges for seks år, og deputerede for tre år. Senatets 128 pladser besættes ved en kombination af direkte valgte og proportionelle repræsentanter. I de deputeredes kammer (andenkammeret) vælges 300 af de i alt 500 deputerede direkte som de eneste repræsentanter for deres distrikter, mens de 200 andre vælges ved en tilpasset form for proportional repræsentation fra fem valgregioner. De 200 proportionelle repræsentanters pladser blev oprettet for at hjælpe mindre partier med at blive valgt ind i kammeret.

## Stater
Uddybende artikel Mexicos stater
Mexico er opdelt i 31 stater (estados) og et føderalt distrikt (Distrito Federal), som er hjemsted for hovedstaden Mexico City.
| - Aguascalientes - Baja California - Baja California Sur - Campeche - Chiapas - Chihuahua - Coahuila - Colima | - Durango - Det Føderale Distrikt - Guanajuato - Guerrero - Hidalgo - Jalisco - México - Michoacán | - Morelos - Nayarit - Nuevo León - Oaxaca - Puebla - Querétaro - Quintana Roo - San Luis Potosí | - Sinaloa - Sonora - Tabasco - Tamaulipas - Tlaxcala - Veracruz - Yucatán - Zacatecas |

## Geografi
Uddybende artikel Mexicos geografi
Mexico grænser op til to store have, Stillehavet (med Cortezhavet mellem hovedlandet og den Californiske Halvø) i vest og i øst den Mexicanske Golf og det Caribiske Hav der fører til Atlanterhavet. Her er der kystnære stepper, mens resten af Mexico består af højdedrag og barske bjerge, blandt andre vulkaner, hvoraf den højeste er Pico de Orizaba på 5.700 meter.
Terrænet og klimaet varierer fra ørken mod nord til tropisk regnskov mod syd. Mexicos største floder er Rio Grande (der blandt mexicanerne er kendt som Rio Bravo), Grijalva, Balsas og Yaqui.

## Økonomi
Mexico har en fri markedsøkonomi med en blanding af moderne og forældet industri og landbrug, i stigende grad domineret af den private sektor. Antallet af statsejede virksomheder i Mexico er faldet fra mere end 1.000 i 1982 til færre end 200 i 1999. Præsident Ernesto Zedillo Ponce de Leóns administration fortsatte med at privatisere og udvide konkurrencen inden for havne, jernbaner, telekommunikation, elektricitet, distribution af naturgas og lufthavne, som blev iværksat af hans forgængere Miguel de la Madrid og Carlos Salinas de Gortari.
En stærk eksportsektor fungerede som stødpude for den økonomiske nedtur i 1995 og førte til reetableringen i 1996-1999. Privatforbrug blev vækstens største drivkraft, fulgt af stigende beskæftigelse og højere lønninger. Mexico har stadig behov for at løse mange strukturelle problemer, mens landet kæmper for at modernisere sin økonomi og højne levestandarden. Indtægtsfordelingen er meget ujævn, idet de 20 procent, der tjener mest, står for 55 procent af indtægterne.
Efter en 6,9 procents vækst i 2000, faldt bruttonationalproduktet 0,3 procent i 2001, med USA's faldende vækst som den primære årsag. Positiv udvikling i 2001 var blandt andet et fald i inflationen til 6,5 procent, et stort fald i renteindtægter og en stærk peso, som vandt fem procent mod USA's dollar. Handlen med USA og Canada er tredoblet siden NAFTA blev oprettet i 1994. Mexico prøver at få lignende handelsaftaler med de fleste latinamerikanske lande, og har underskrevet en frihandelsaftale med EU, der placerer 90 procent af handlen under frihandelsaftaler og mindsker landets afhængighed af USA.
Mexicos valuta er Peso. Landets største bank mht. indskud er BBVA Bancomer, der blev stiftet i 1932.

## Demografi
Uddybende artikel Mexicos demografi
Mexico er det spansk-talende land i verden, som har flest indbyggere og har den næststørste befolkning i Latinamerika efter det portugisisk-talende Brasilien. Landet er overvejende romersk-katolsk (89 procent), med omkring 6 % tilhørende forskellige protestantiske trosretninger, mens de resterende fem procent enten tilhører andre mindre religioner eller ikke er tilknyttet en religion.

## Offentligt Embedsvæsen

### Sundhedsvæsen
De almindeligste dødsårsager er hjerte-kar-sygdomme, drab og ulykker samt kræft. Malaria findes udbredt i dele af landet. Sundhedsvæsenet er bedst udbygget i byområderne. Luftforureningen i Mexico City udgør et betydeligt helbredsproblem.

#### Sygdomme og vaccination
Inden man rejser til Mexico anbefales det at få en vaccination mod Difteri-Stivkrampe og Hepatitis A. Malaria er en risiko i områder i Chihuahua, Chiapas, Durango, Nayarit, Oaxaca og Sinaloa. I disse områder anbefales det at tage Malaria-forebyggende piller.

## Kultur

#### Førkolonitid
- Nezahualcóyotl (1402–1472)

#### Kolonitid
- Juan Ruiz de Alarcón y Mendoza (1581–1639)
- Juana Inés de la Cruz (1651–1695)

#### 19. århundrede
- Ignacio Manuel Altamirano (1834–1893)
- Federico Gamboa (1864–1939)
- Manuel Gutiérrez Nájera (1859–1895)
- Ramón López Velarde (1888–1921)
- Amado Nervo (1870–1919)
- Justo Sierra Mendez (1848–1912)

#### 20. århundrede
- José Agustín (1944–)
- Homero Aridjis (1940–)
- Inés Arredondo (1928–1989)
- Juan José Arreola (1918–2001)
- Guillermo Arriaga (1958–)
- Mariano Azuela (1873–1952)
- Carmen Boullosa (1954–)
- Antonio Caso (1883–1946)
- Rosario Castellanos (1925–1974)
- Salvador Elizondo (1932–2006)
- Laura Esquivel (1950–)
- Carlos Fuentes (1928–)
- Elena Garro (1917–1998)
- Margo Glantz (1930–)
- José Gorostiza (1901–1973)es
- Martín Luis Guzmán (1887–1977)
- Efraín Huerta (1914–1982)
- Jorge Ibargüengoitia (1928–1983)
- Vicente Leñero (1933–)
- Gregorio López y Fuentes (1897–1966)
- Mauricio Magdaleno (1906–1986)
- Angeles Mastretta (1949–)
- Carlos Monsiváis (1938–)
- Rafael Muñoz (1899–1972)
- Octavio Paz (1914–1998)
- Sergio Pitol (1933–)
- Elena Poniatowska (1932–)
- María Luisa Puga (1944–2004)
- José Revueltas (1914–1976)
- Alfonso Reyes (1889–1959)
- Juan Rulfo (1918–1986)
- Jaime Sabines (1926–)
- Paco Ignacio Taibo II (1949–)
- José Vasconcelos (1882–1959)
- Rodolfo Usigli (1905–1980)
- Xavier Villaurrutia (1903–1950)
- Juan Villoro (1956– )
- Agustín Yáñez (1904–1980)
- Subcomandante Marcos

#### Danske forfattere om Mexico
- Ib Michael (1973): Mayalandet
- Henrik Stangerup (1991): Broder Jacob

| Dato             | Dansk navn                         | Lokalt navn                        | Bemærkninger                                             |
| ---------------- | ---------------------------------- | ---------------------------------- | -------------------------------------------------------- |
| 1. januar        | Nytår                              | Año Nuevo                          |                                                          |
| 6. januar        | Hellig tre konger                  | Día de los Reyes Magos             |                                                          |
| 5. februar       | Forfatningsdag                     | Día de la Constitución             |                                                          |
| 24. februar      | Flagets dag                        | Día de la Bandera                  |                                                          |
| 21. marts        | Benito Juárez' fødselsdag          | Día de Nacimiento de Benito Juárez |                                                          |
| Marts/april      | Påskeugen                          | Semana Santa                       |                                                          |
| 1. maj           | Arbejdernes internationale kampdag | Día del Trabajo                    |                                                          |
| 5. maj           | Årsdagen for slaget ved Puebla     | Cinco de Mayo                      | Sejr over franske styrker i 1862                         |
| 10. maj          | Mors dag                           | Día de la Madre                    |                                                          |
| 1. september     | Præsidentens årlige meddelelsesdag | Informe Presidencial               | Skiftende dage                                           |
| 16. september    | Uafhængighedsdag                   | Día de la Independencia            | Uafhængighed fra Spanien, 1810 (se også Fiestas Patrias) |
| 12. oktober      | Dagen for Amerikas opdagelse       | Día de la Raza                     |                                                          |
| 1. november      | Allehelgensdag                     | Todos los Santos                   |                                                          |
| 2. november      | De dødes dag                       | Día de los Muertos                 |                                                          |
| 20. november     | Revolutionsdag                     | Día de la Revolución               |                                                          |
| 12. december     | Vor Frue af Guadeloupe             | Día de Nuestra Señora de Guadalupe | Uofficiel                                                |
| 25.-26. december | Jul                                | Navidad                            |                                                          |